# جيمس كيندال هوسمر
جيمس كيندال هوسمر (بالإنجليزية: James Kendall Hosmer)‏ هو أمين مكتبة أمريكي، ولد في 29 يناير 1834 في نورثفيلد في الولايات المتحدة، وتوفي في 11 مايو 1927.